# Berenice (nome)
Berenice  è un nome proprio di persona italiano femminile.

## Varianti
- Ipocoristici: Nice[1], Bice
- Maschili: Beronico

### Varianti in altre lingue
- Basco: Berenize
- Catalano: Berenice
- Ceco: Berenika
- Croato: Berenika
- Francese: Bérénice[3]
- Greco antico: Φερενικη (Pherenike)[2][3][4]
- Greco biblico: Βερνικη (Bernike)[2]

- Greco macedone: Βερενικη (Berenike)[2][3][4]
- Greco moderno: Βερενίκη (Verenikī)
- Inglese: Berenice[2][3], Bernice[3][5], Berniece[5]
  - Ipocoristici: Bernie[3][5], Binnie[3], Bunny[3]
- Islandese: Bereníke

- Latino: Bernice[2], Berenice[1], Berenices[1], Berenix[1]
- Olandese: Berenice
- Polacco: Berenika
- Portoghese: Berenice
- Russo: Береника (Berenika)
- Spagnolo: Berenice
- Tedesco: Berenike
- Ungherese: Bereniké

## Origine e diffusione
Proviene dal greco macedone Berenike, derivato a sua volta dal greco antico Φερενικη (Pherenike). È composto dalle radici φερω (phero, "che porta", da pherein, "portare") e νικη (nike, "vittoria"), e significa quindi "colei che porta la vittoria", "portatrice di vittoria". Da Berenice deriva il nome Veronica.
Il nome era comune nella dinastia Tolemaica che governava l'Egitto, dove era stato portato dalle armate di Alessandro Magno; in particolare, si ricorda con questo nome la regina Berenice II, da cui prendono il nome l'asteroide 653 Berenike, l'antica città libica di Berenice e la costellazione della Chioma di Berenice. È anche riportato nell'Antico Testamento (in molte versioni inglesi della Bibbia scritto Bernice), dove è il nome di una sorella di re Erode Agrippa II. In inglese il nome cominciò ad essere usato dopo la Riforma Protestante.

## Onomastico
L'onomastico viene festeggiato il 4 ottobre in ricordo di santa Berenice, vergine martire in Siria sotto Diocleziano assieme alla madre Donnina e alla sorella Prosdoce. Si ricorda con questo nome anche un santo, Beronico, martire con altri compagni ad Antiochia, commemorato il 19 ottobre.

## Persone
- Berenice, regina seleucide
- Berenice, madre di Erode Agrippa I

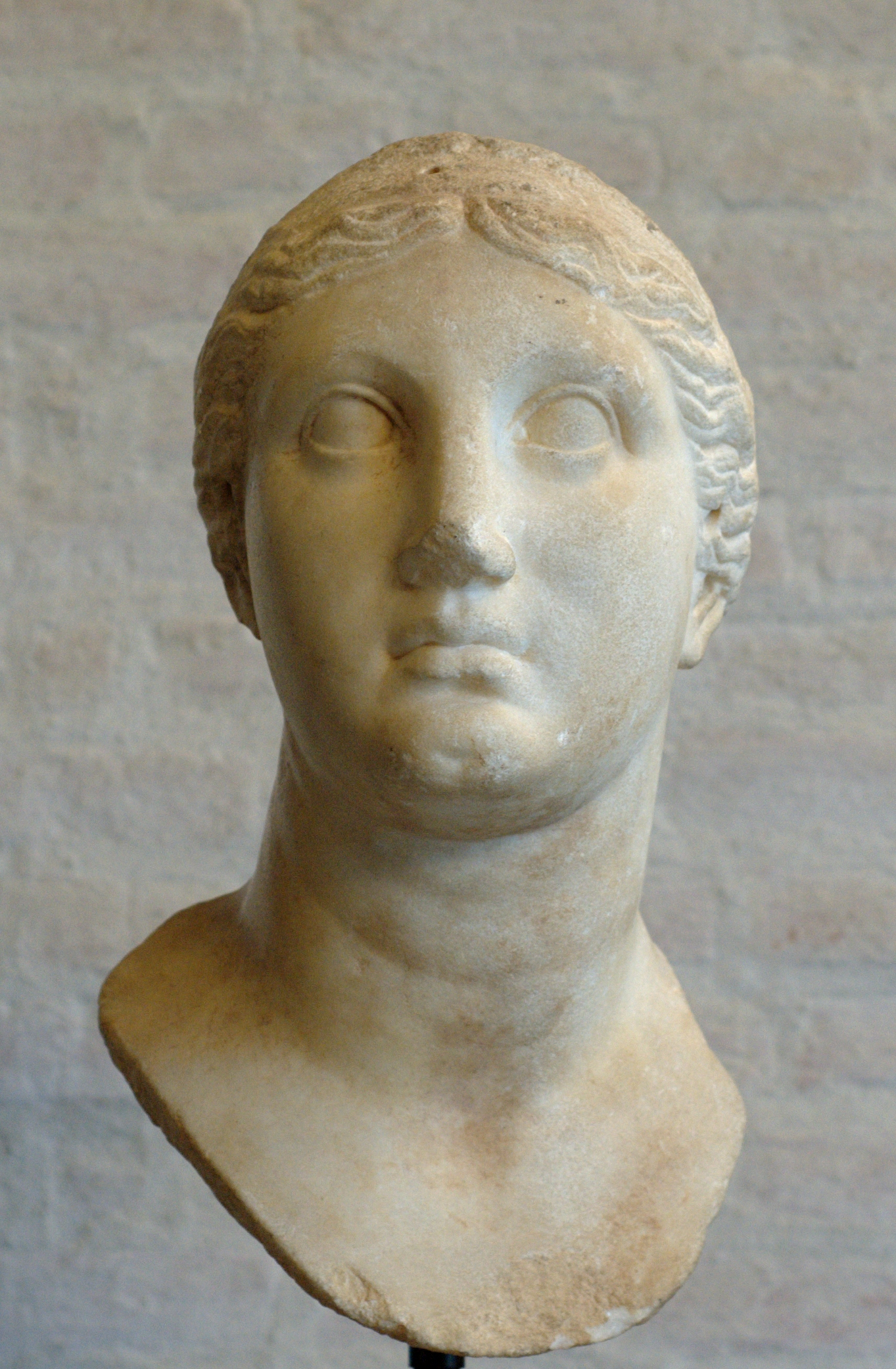
Berenice II

- Berenice I, moglie del faraone Tolomeo I
- Berenice II, figlia di Magas, re di Cirene e terza moglie del faraone Tolomeo III
- Berenice III, anche nota come Cleopatra Berenice, regina d'Egitto insieme al marito Tolomeo X Alessandro I
- Berenice IV, figlia di Tolomeo XII e Cleopatra V
- Berenice di Cilicia, figlia di Erode Agrippa I, re d'Iturea (Cilicia)
- Berenice Abbott, fotografa statunitense

### Variante Bernice

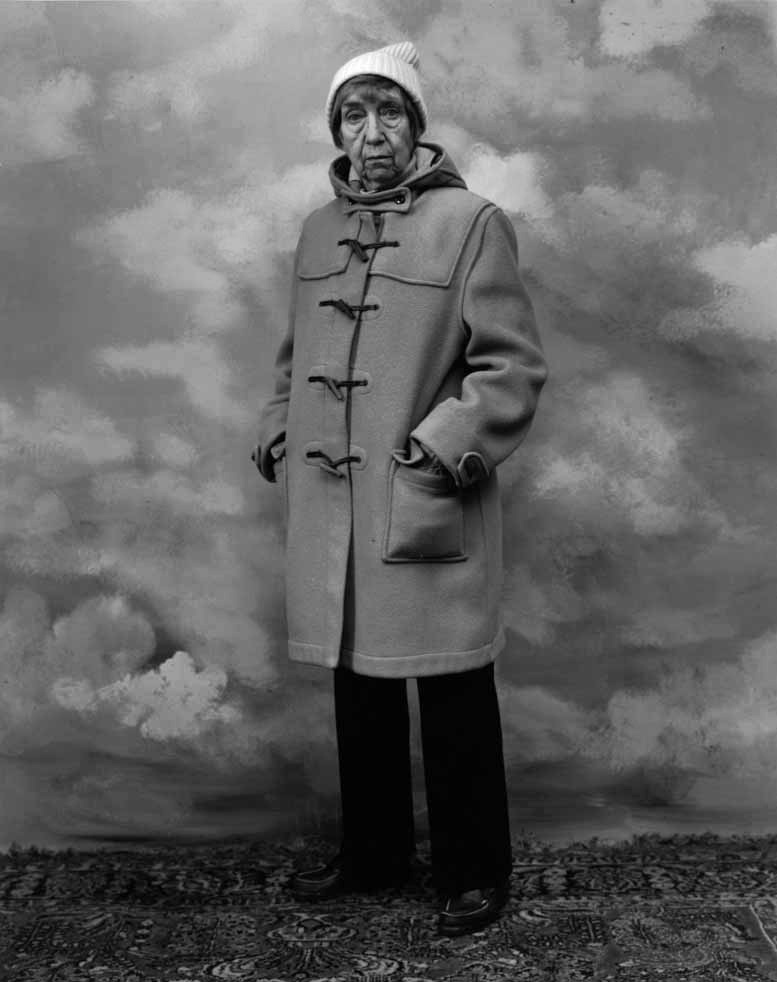
Berenice Abbott

- Bernice Lapp, nuotatrice statunitense
- Bernice Miracle, scrittrice statunitense
- Bernice Orwig, pallanuotista statunitense
- Bernice Rubens, scrittrice gallese

### Altre varianti
- Bérénice Bejo, attrice francese

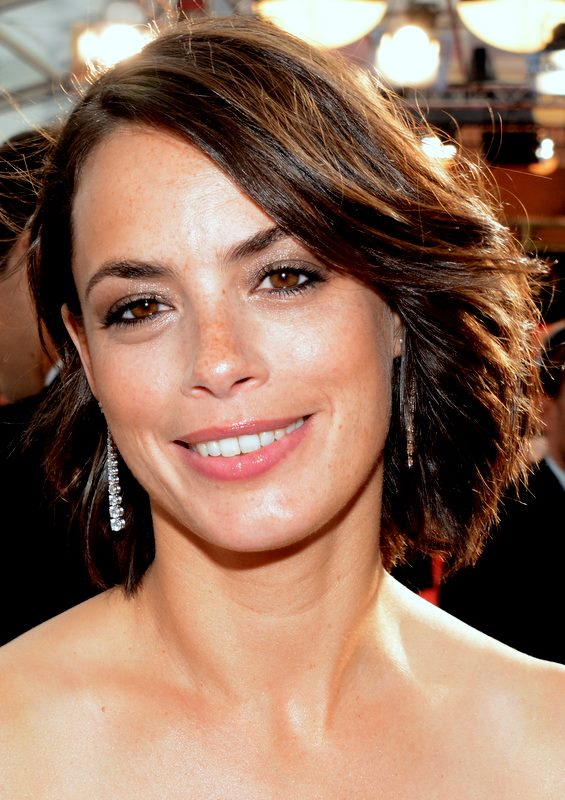
Bérénice Bejo

- Nice Contieri, linguista e slavista italiana
- Bérénice Marlohe, attrice e modella francese
- Berenika Tomsia, pallavolista polacca

## Il nome nelle arti
- Berenice è un personaggio dell'opera omonima di Jean Racine.
- Berenice è un personaggio del film d'animazione La leggenda dei guerrieri scarlatti.
- Berenice è uno pseudonimo della giornalista e scrittrice Jolena Baldini.
- Bernice Hibbert è un personaggio della serie animata I Simpson.
- Nice Holystone è un personaggio della serie animata baccano!.
- Bernie Rosenthal è un personaggio dei fumetti Marvel Comics.
- Berenice è il titolo di un racconto di Edgar Allan Poe scritto nel 1835.
- Berenice è un'opera in tre atti di Georg Friedrich Händel scritta in Italia nel 1709, sulla storia di Berenice III.
- Berenice è l'ultima città del romanzo Le città invisibili di Italo Calvino. Trattasi della quinta e ultima della categoria 'Le città nascoste'.